# Barrocas
Barrocas är en kommun i Brasilien.   Den ligger i delstaten Bahia, i den östra delen av landet, 1 100 km öster om huvudstaden Brasília. Antalet invånare är 14 189.
Omgivningarna runt Barrocas är huvudsakligen savann. Runt Barrocas är det ganska tätbefolkat, med 129 invånare per kvadratkilometer.